# Bandbryum
Bandbryum (Bryum weigelii) är en bladmossart som beskrevs av Sprengel 1807. Bandbryum ingår i släktet bryummossor, och familjen Bryaceae. Arten är reproducerande i Sverige. Inga underarter finns listade i Catalogue of Life.